# Copenhagen Masters 2005
Das Copenhagen Masters 2005 im Badminton war die 13. Auflage dieser Turnierserie. Es fand in Kopenhagen vom 27. bis 29. Dezember 2005 statt. Das Preisgeld betrug 320.000 Dänische Kronen.

## Finalergebnisse
| Disziplin    | Sieger                     | Finalist                      | Ergebnis         |
| ------------ | -------------------------- | ----------------------------- | ---------------- |
| Herreneinzel | Peter Gade                 | Bao Chunlai                   | 15:13 15:5       |
| Herrendoppel | Tony Gunawan Howard Bach   | Fu Haifeng Cai Yun            | 15:12 11:15 15:4 |
| Mixed        | Nathan Robertson Gail Emms | Lars Paaske Mette Schjoldager | 15:12 15:13      |